# Zdziłowice (gmina)
Zdziłowice – dawna gmina wiejska istniejąca w XIX wieku w guberni lubelskiej. Siedzibą władz gminy były Zdziłowice.
Za Królestwa Polskiego gmina Zdziłowice należała do powiatu janowskiego w guberni lubelskiej.
Gmina została zniesiona w 1874 roku, a jej obszar włączono do gminy Chrzanów.